# San Fele
San Fele est une commune italienne d'environ 2 800 habitants située dans la province de Potenza, dans la région Basilicate, en Italie méridionale.

## Géographie
- Cascades de San Fele

## Administration
| Période                                  | Période | Identité | Étiquette | Qualité |
| ---------------------------------------- | ------- | -------- | --------- | ------- |
|                                          |         |          |           |         |
| Les données manquantes sont à compléter. |         |          |           |         |

### Hameaux
Agrifoglio, Armatieri, Difesa, Cecci, Montagna, Pierno, Masone, Signorella.

### Communes limitrophes
Atella, Bella, Castelgrande, Filiano, Muro Lucano, Rapone, Ruvo del Monte.